# Andrew Raycroft
Andrew Joseph Ernest Raycroft (ur. 4 maja 1980 w Belleville w Ontario w Kanadzie) – kanadyjski zawodowy hokeista na lodzie grający na pozycji bramkarza.

## Kariera zawodnicza
- Sudbury Wolves (1997–1999)
- Kingston Frontenacs (1999–2000)
- Boston Bruins (2000–2004)
  -  Providence Bruins (2000–2003)
- Tappara Tampere (2004–2005)
- Boston Bruins (2005–2006)
  -  Providence Bruins (2006)
- Toronto Maple Leafs (2000–2006)

W latach 1997–2000 grał w kanadyjskiej lidze OHL występując w drużynach Sudbury Wolves oraz Kingston Frontenacs. W 1998 roku został wybrany z numerem (135) w piątej rundzie draftu NHL przez drużynę Boston Bruins, jednakże na debiut w NHL musiał poczekać aż do sezonu 2000-01. W sezonie 2003-04 Raycroft osiągnął szczyt formy, przepuszczając średnio na mecz tylko nieco ponad 2 bramki (GAA – 2.05) przy 92% skuteczności obronnych interwencji. Za ten wynik w 2004 roku został uhonorowany nagrodą Calder Memorial Trophy oraz wyborem do składu najlepszych debiutantów w sezonie (NHL All-Rookie Team). Ma Za Soba już 7 NHL"owych Sezonów.
W sezonie 2004-05, podczas lockout-u w NHL, Raycroft występował w lidze fińskiej w drużynie Tappara Tampere. Po zakończeniu lockout-u wrócił do NHL, lecz jego gra nie była już tak dobra. W sezonie 2005-06 wpuszczał średnio 3,7 bramki na mecz w konsekwencji czego został oddelegowany do drużyny rezerw Boston Bruins – Providence Bruins. W następnym sezonie przeszedł do Toronto Maple Leafs, gdzie występuje aktualnie jako pierwszy bramkarz.